# San Sebastián Teitipac (kommun i Mexiko)
San Sebastián Teitipac är en kommun i Mexiko.   Den ligger i delstaten Oaxaca, i den sydöstra delen av landet, 400 km sydost om huvudstaden Mexico City.
Följande samhällen finns i San Sebastián Teitipac:
- San Sebastián Teitipac